# Усубов, Усуб Абил Гасан оглы
Усуб Абил Гасан оглы Усубов (Усуб Абульгасан оглы Усубов, азерб. Usub Əbülhəsən oğlu Usubov; 15 января 1908, Зангезурский уезд — ?) — советский азербайджанский виноградарь, Герой Социалистического Труда (1950).

## Биография
Родился 15 января 1908 года в селе Вагуди Зангезурского уезда Елизаветпольской губернии (позже Сисианского района Армянской ССР, ныне село Вагатин Сюникской области Армении).
Участник Великой Отечественной войны. Воевал в рядах 53 армии и 52 стрелковой дивизии в звании старшины, а позже и гвардейского старшины.
В 1929—1980 годах — колхозник колхоза «Шафак», рабочий, бригадир, агроном виноградарского совхоза имени Натаван Агдамского района. В 1949 году получил урожай винограда 166 центнеров с гектара на площади 12,9 гектаров.
Указом Президиума Верховного Совета СССР от 4 сентября 1950 года за получение высоких урожаев винограда на поливных виноградниках в 1949 году Усубову Усубу Абил Гасан оглы (в документе - Юсубову Юсубу Абил Гасан оглы) присвоено звание Героя Социалистического Труда с вручением ордена Ленина и золотой медали «Серп и Молот».
Активно участвовал в общественной жизни Азербайджана. Член КПСС с 1931 года.
С 1980 года — пенсионер союзного значения.